# Suddenly (bài hát của Arash)
"Suddenly" là bài hát của ca sĩ người Thụy Điển gốc Iran Arash cho album thứ hai Donya, hợp tác với ca sĩ người Thụy Điển Rebecca Zadig. Bài hát do Warner Music Sweden phát hành vào ngày 19 tháng 6 năm 2008 và trở thành một bản hit ở Thụy Điển. Đây là một bài hát song ngữ. Phần lời chính do Arash hát bằng tiếng Ba Tư, phần điệp khúc bằng tiếng Anh là của Rebecca Zadig, và có một đoạn nhạc sample được trích từ tác phẩm kinh điển "Abdel Kader" của Algérie. Phiên bản thứ hai có tựa đề "Près de toi" được phát hành một năm sau đó, có sự góp mặt của ca sĩ nhạc raï người Pháp-Algeria Najim và Rebecca.

## Bảng xếp hạng

### Bảng xếp hạng hàng tuần
| Bảng xếp hạng (2008)          | Vị trí cao nhất |
| ----------------------------- | --------------- |
| Thụy Điển (Sverigetopplistan) | 8               |
| Bulgaria (Singles Top 40)     | 32              |